# Широколанівський район
Широкола́нівський райо́н — адміністративно-територіальна одиниця Української Радянської Соціалістичної Республіки, що існувала з 1945 по 1957 роки в складі Миколаївської області. Районний центр — село Широколанівка.

## Історія та адміністративний устрій
Утворений 8 серпня 1945 року, відповідно до указу Президії Верховної ради УРСР «Про розукрупнення Варварівського і Тилігуло-Березанського районів, Миколаївської області, та утворення Широколанівського району в складі Миколаївської області», у складі Андріївської, Зульцівської, Йоганенстальської, Карлосруївської, Катериненстальської, Ковалівської, Корчинської, Тернуватської, Карло-Лібкнехтівської сільських рад Варварівського району та Комісарівської сільської ради Тилігуло-Березанського району, виключивши їх зі складу цих районів, з адміністративним центром у с. Карла Лібкнехта.
Цим же указом центр району перейменовано на с. Широколанівка, сільські ради Зульцівську, Йоганенстальську, Карлосруївську, Катериненстальську та Карло-Лібкнехтівську на Веселівську, Іванівську, Степівську, Катеринівську та Широколанівську відповідно.
Станом на 1 вересня 1946 року площа території району складала 800 км²; до складу району входили 10 сільських рад (Андріївська, Веселівська, Іванівська, Катеринівська, Ковалівська, Комісарівська, Корчинська, Степівська, Тернуватська та Широколанівська), в підпорядкуванні котрих перебували 29 населених пунктів: 14 сіл, 1 селище та 14 хуторів.
Ліквідований 7 червня 1957 року, відповідно до указу Президії Верховної ради УРСР. Територію та населені пункти було передано до складу Варварівського та Веселинівського районів Миколаївської області.